# Юсуфі Хабіб
Юсуфі Хабіб (1916—1945) — таджицький радянський поет, перекладач і літературний критик.

## Біографія
Початкову освіту отримав у батька, викладача вищого духовного училища, знавця класичної поезії.
У 1940 році закінчив філологічний факультет Узбецького державного університету в Самарканді. Працював викладачем літератури в Таджицькому педагогічному училищі. Потім працював науковим співробітником Інституту історії, мови і літератури Таджицького філії Академії наук СРСР.
Член Спілки письменників СРСР з 1939 року.

Учасник Великої Вітчизняної війни. На початку 1942 року був призваний до лав Червоної армії і направлений до військового училища, після закінчення якого в березні 1943 року в званні лейтенанта воював на Ленінградському фронті. Служив на посаді командира артилерійської батареї. Брав також участь в боях за звільнення Прибалтики і Польщі.
Загинув в бою під Варшавою 22 лютого 1945 року.

## Творчість
Поет ліричного жанру. Свої вірші писав у формі газелей і рубаї.
Друкуватися почав в 1936 році. У 1939 опублікував збірку віршів «Пісні Батьківщини». Основна тема творів — вірші про Батьківщину, дружбу народів, любові і вірності. Вірші поета публікувалися в республіканських газетах таджицькою мовою «Ҳақиқати Ӯзбекистон», «Точикистони сурх», в журналі «Барои адабиети социалисти».
Талант Юсуфі проявився в умілому застосуванні старих східних поетичних форм для вираження нового змісту. Поет був спрямований до постійних пошуків нових віршованих форм і засобів. Оновивши метрику таджицького вірша, Юсуфі справив великий вплив на розвиток таджицької радянської поезії.